# Harmano
Los harmanos son un grupo de alcaloides de origen vegetal. Tienen propiedades de inhibidor de la monoamino oxidasa y son antagonistas de la serotonina. También son ligeramente alucinógenos y analgésicos, y se utilizan a menudo en las bebidas como el ritual de la ayahuasca como impulsores de otros psicotrópicos. Tienen en común un núcleo β-carbolina y se ven como una triptamina. La harmina, la harmalina, la tetrahidroharmina y todos los demás harmanos son alcaloides indólicos que se extraen de plantas como la harmala (Peganum harmala), la cipó-mariri (Banisteriopsis caapi) y la iboga (Tabernanthe iboga).